# إيرل سوثرلند
إيرل سوثرلند (بالإنجليزية: Earl Wilbur Sutherland, Jr.)‏ عالم صيدلة وكيمياء حيوية أميركي. (19 نوفمبر 1915 - 9 مارس 1974) من مواليد بورلنجام، كنساس. حائز على جائزة نوبل في الطب أو الفيزيولوجيا عام 1971 لاكتشافاته المتعلقة بآليات عمل الهرمونات، خصوصا الأدرينالين عن طريق الرسول الثاني (مثل أدينوسين أحادي الفوسفات الحلقي (بالإنجليزية: cyclic AMP)‏)

## روابط خارجية
- إيرل سوثرلند على موقع الموسوعة البريطانية (الإنجليزية)
- إيرل سوثرلند على موقع مونزينجر (الألمانية)
- إيرل سوثرلند على موقع إن إن دي بي (الإنجليزية)